# Bahnstrecke Berlin–Görlitz
| | |                                                             |                                                             |
| Streckennummer (DB): | 6142 |                                                             |                                                             |
| Kursbuchstrecke (DB): | 202 Berlin–Cottbus 220 Cottbus–Görlitz |                                                             |                                                             |
| Kursbuchstrecke: | 151 (1934) 98 (Dampf-S-Bahn Görl Bf – Kön W 1934) 100e (Görl Bf – Brand (Niederlausitz) 1946) 177 (Königs Wusterhausen – Göritz 1946) 200 (1968) |                                                             |                                                             |
| Streckenlänge: | 208,441 km |                                                             |                                                             |
| Spurweite: | 1435 mm (Normalspur) |                                                             |                                                             |
| Stromsystem: | Berlin–Cottbus: 15 kV, 16,7 Hz ~ |                                                             |                                                             |
| Streckengeschwindigkeit: | 160 km/h |                                                             |                                                             |
| Zugbeeinflussung: | PZB |                                                             |                                                             |
| Zweigleisigkeit: | Berlin-Treptow Vtw–Lübbenau (Spreewald) |                                                             |                                                             |
| | |                                                             |                                                             |
| \| \| 0,0 \| Berlin Görlitzer Bf (bis 1985) \| Berlin Görlitzer Bf (bis 1985) \| \| \| \| \| \| \| \| \| Landwehrkanal und ehemalige Grenze West-Berlin / Ost-Berlin \| \| \| \| \| \| \| \| \| \| nach Berlin-Treptow Gbf \| \| \| \| \| Ringbahn S / von Berlin Ostkreuz \| \| \| \| \| Vtw ehem. Abzw., Ringbahn F, dto. \| \| \| \| \| \| \| \| \| 2,7 \| Ausstellung (Berliner Gewerbeausstellung 1896) \| Ausstellung (Berliner Gewerbeausstellung 1896) \| \| \| \| \| \| \| \| 3,5 \| Berlin-Plänterwald \| Berlin-Plänterwald \| \| \| \| von Berlin-Neukölln \| \| \| \| 5,2 \| Berlin-Baumschulenweg \| Berlin-Baumschulenweg \| \| \| \| Britzer Verbindungskanal \| \| \| \| 6,1 \| Kanne (bis 1887) \| Kanne (bis 1887) \| \| \| 7,1 \| Berlin-Schöneweide \| Berlin-Schöneweide \| \| \| \| nach Spindlersfeld \| \| \| \| 8,4 \| Berlin-Johannisthal \| Berlin-Johannisthal \| \| \| 10,3 \| Berlin-Adlershof (ehem. Bf) \| Berlin-Adlershof (ehem. Bf) \| \| \| \| nach Eichgestell (Außenring) \| \| \| \| \| Teltowkanal \| \| \| \| \| Grünauer Kreuz (Außenring) \| \| \| \| \| nach Flughafen BER \| \| \| \| \| Bundesstraße 96a \| \| \| \| \| vom Güteraußenring \| \| \| \| 13,7 \| Berlin-Grünau \| Berlin-Grünau \| \| \| \| nach Diepensee \| \| \| \| \| nach Berlin-Schönefeld Flughafen Süd \| \| \| \| 15,7 \| nach Flughafen Berlin Brandenburg \| nach Flughafen Berlin Brandenburg \| \| \| 17,2 \| von Flughafen Berlin Brandenburg \| von Flughafen Berlin Brandenburg \| \| \| \| Landesgrenze Berlin / Brandenburg \| \| \| \| 18,8 \| Eichwalde-Schmöckwitz (bis 1898) \| Eichwalde-Schmöckwitz (bis 1898) \| \| \| 19,0 \| Eichwalde \| Eichwalde \| \| \| 21,6 \| Zeuthen \| Zeuthen \| \| \| 21,8 \| Hankels Ablage (bis 1897) \| Hankels Ablage (bis 1897) \| \| \| 25,1 \| Wildau \| Wildau \| \| \| \| Bundesautobahn 10 \| \| \| \| \| Notte \| \| \| \| \| \| \| \| \| \| vom Hafen, von Beeskow \| \| \| \| 27,669 \| Königs Wusterhausen \| Königs Wusterhausen \| \| \| \| nach Mittenwalde \| \| \| \| 31,237 \| Zeesen \| Zeesen \| \| \| \| Bundesstraße 179 \| \| \| \| \| Bundesstraße 246 \| \| \| \| 33,837 \| Bestensee \| Bestensee \| \| \| 43,735 \| Groß Köris \| Groß Köris \| \| \| 50,480 \| Halbe \| Halbe \| \| \| \| Dahme \| \| \| \| 54,651 \| Oderin \| Oderin \| \| \| \| \| \| \| \| 59,756 \| Brand Tropical Islands (bis 2015: Brand (Niederl)) \| Brand Tropical Islands (bis 2015: Brand (Niederl)) \| \| \| \| \| \| \| \| 65,500 \| Schönwalde (Spreewald) \| Schönwalde (Spreewald) \| \| \| 69,937 \| Lubolz \| Lubolz \| \| \| \| Niederlausitzer Eisenbahn \| \| \| \| 74,630 \| Lübben (Spreewald) \| Lübben (Spreewald) \| \| \| \| von Beeskow \| \| \| \| \| nach Falkenberg (Elster) \| \| \| \| 80,600 \| Ragow (bis 1994) \| Ragow (bis 1994) \| \| \| 85,605 \| Lübbenau (Spreewald) \| Lübbenau (Spreewald) \| \| \| \| nach Kamenz \| \| \| \| 92,763 \| Raddusch \| Raddusch \| \| \| 97,454 \| Vetschau \| Vetschau \| \| \| 98,600 \| Vetschau Kraftwerk (bis 1993) \| Vetschau Kraftwerk (bis 1993) \| \| \| 105,120 \| Kunersdorf (bis 2003 Papitz, ehem. Bf) \| Kunersdorf (bis 2003 Papitz, ehem. Bf) \| \| \| 109,530 \| Kolkwitz \| Kolkwitz \| \| \| 111,828 \| Cottbus Cbn \| Cottbus Cbn \| \| \| \| von Halle (Saale) Hbf \| \| \| \| \| von Großenhain Cottb Bf \| \| \| \| 114,767 \| Cottbus Hbf \| Cottbus Hbf \| \| \| \| nach Frankfurt (Oder) Pbf \| \| \| \| \| nach Guben \| \| \| \| \| nach Forst (Lausitz) \| \| \| \| \| Bundesstraße 168 \| \| \| \| \| Spree \| \| \| \| 119,900 \| Kiekebusch (b Cottbus) \| Kiekebusch (b Cottbus) \| \| \| \| Bundesautobahn 15 \| \| \| \| \| Werkbahn \| \| \| \| 124,638 \| Neuhausen (b Cottbus) \| Neuhausen (b Cottbus) \| \| \| 128,354 \| Bagenz \| Bagenz \| \| \| 138,420 \| Spremberg \| 125 m \| \| \| 142,282 \| Graustein \| 133 m \| \| \| \| Landesgrenze Brandenburg / Sachsen \| \| \| \| \| nach Knappenrode \| \| \| \| 145,370 \| Abzw Graustein Ost \| Abzw Graustein Ost \| \| \| 148,890 \| Schleife \| 128 m \| \| \| \| von Forst (Lausitz) \| \| \| \| 157,136 \| Weißwasser (Oberlausitz) \| 145 m \| \| \| \| Bundesstraße 156 \| \| \| \| \| nach Bad Muskau \| \| \| \| \| Anst Truppenübungsplatz Oberlausitz \| \| \| \| 165,727 \| Weißkeißel \| Weißkeißel \| \| \| 173,056 \| Rietschen (ehem. Bf) \| 145 m \| \| \| 179,460 \| Hähnichen \| 153 m \| \| \| 184,287 \| Uhsmannsdorf (ehem. Bf) \| 162 m \| \| \| \| Verbindungsbahn nach Horka Gbf \| \| \| \| 187,042 \| Horka (Węgliniec–Falkenberg/Elster) \| 164 m \| \| \| \| von Niesky \| \| \| \| 188,410 \| Abzw Mückenhain \| Abzw Mückenhain \| \| \| 192,242 \| Kodersdorf (ehem. Bf) \| 182 m \| \| \| 193,915 \| Kodersdorf Sandberg \| Kodersdorf Sandberg \| \| \| \| Anst Industriegebiet Sandberg \| \| \| \| 198,473 \| Charlottenhof (Oberlausitz) \| 210 m \| \| \| \| nach Ober-Neundorf (Strategische Bahn) \| \| \| \| \| Bundesautobahn 4 \| \| \| \| \| Bundesstraße 99 \| \| \| \| \| von Weißenberg (Sachs) Süd \| \| \| \| 205,882 \| Görlitz Industriebahnhof früher Abzw Svt \| Görlitz Industriebahnhof früher Abzw Svt \| \| \| \| nach Görlitz Industriebf \| \| \| \| \| Verbindungsbahn nach Schlauroth Gbf \| \| \| \| \| von Dresden-Neustadt \| \| \| \| \| Bundesstraße 99 \| \| \| \| 208,441 \| Görlitz \| 222 m \| \| \| \| nach Węgliniec und nach Wałbrzych \| \| \| \| \| nach Hagenwerder (–Seidenberg) \| \| \| \| \| \| \| \| Quellen: [1][2][3] \| \| \| \| | |                                                             |                                                             |
| Kopfbahnhof Streckenanfang (Strecke außer Betrieb) | 0,0 | Berlin Görlitzer Bf (bis 1985)                              | Berlin Görlitzer Bf (bis 1985)                              |
| | |                                                             |                                                             |
| Grenze auf Brücke über Wasserlauf (Strecke außer Betrieb) | | Landwehrkanal und ehemalige Grenze West-Berlin / Ost-Berlin | Landwehrkanal und ehemalige Grenze West-Berlin / Ost-Berlin |
| | |                                                             |                                                             |
| Abzweig geradeaus und nach rechts (Strecke außer Betrieb) | | nach Berlin-Treptow Gbf                                     | nach Berlin-Treptow Gbf                                     |
| Kreuzung geradeaus unten (Strecke geradeaus außer Betrieb) · Abzweig quer und von links | | Ringbahn S / von Berlin Ostkreuz                            | Ringbahn S / von Berlin Ostkreuz                            |
| Kreuzung (Strecken außer Betrieb) · Kreuzung geradeaus unten | | Vtw ehem. Abzw., Ringbahn F, dto.                           | Vtw ehem. Abzw., Ringbahn F, dto.                           |
| | |                                                             |                                                             |
| ehemaliger Bahnhof · Strecke | 2,7 | Ausstellung (Berliner Gewerbeausstellung 1896)              | Ausstellung (Berliner Gewerbeausstellung 1896)              |
| | |                                                             |                                                             |
| Strecke · S-Bahn-Halt | 3,5 | Berlin-Plänterwald                                          | Berlin-Plänterwald                                          |
| Kreuzung geradeaus oben · Abzweig geradeaus und von rechts | | von Berlin-Neukölln                                         | von Berlin-Neukölln                                         |
| ehemaliger Bahnhof · S-Bahnhof | 5,2 | Berlin-Baumschulenweg                                       | Berlin-Baumschulenweg                                       |
| Brücke über Wasserlauf · Brücke über Wasserlauf | | Britzer Verbindungskanal                                    | Britzer Verbindungskanal                                    |
| ehemaliger Bahnhof · Strecke | 6,1 | Kanne (bis 1887)                                            | Kanne (bis 1887)                                            |
| Bahnhof · S-Bahnhof | 7,1 | Berlin-Schöneweide                                          | Berlin-Schöneweide                                          |
| Abzweig geradeaus und ehemals nach links · Abzweig geradeaus und nach links | | nach Spindlersfeld                                          | nach Spindlersfeld                                          |
| Strecke · S-Bahn-Halt | 8,4 | Berlin-Johannisthal                                         | Berlin-Johannisthal                                         |
| ehemaliger Bahnhof · S-Bahn-Halt | 10,3 | Berlin-Adlershof (ehem. Bf)                                 | Berlin-Adlershof (ehem. Bf)                                 |
| Abzweig geradeaus und nach links · Kreuzung geradeaus oben | | nach Eichgestell (Außenring)                                | nach Eichgestell (Außenring)                                |
| Brücke über Wasserlauf · Brücke über Wasserlauf | | Teltowkanal                                                 | Teltowkanal                                                 |
| Kreuzung geradeaus unten und rechts · Kreuzung geradeaus unten | | Grünauer Kreuz (Außenring)                                  | Grünauer Kreuz (Außenring)                                  |
| Kreuzung geradeaus oben · Abzweig geradeaus und nach rechts | | nach Flughafen BER                                          | nach Flughafen BER                                          |
| Brücke · Brücke | | Bundesstraße 96a                                            | Bundesstraße 96a                                            |
| Abzweig geradeaus und ehemals von rechts · Strecke | | vom Güteraußenring                                          | vom Güteraußenring                                          |
| Dienststation / Betriebs- oder Güterbahnhof · S-Bahnhof | 13,7 | Berlin-Grünau                                               | Berlin-Grünau                                               |
| Abzweig geradeaus und ehemals nach rechts · Strecke | | nach Diepensee                                              | nach Diepensee                                              |
| Abzweig geradeaus und ehemals nach rechts · Strecke | | nach Berlin-Schönefeld Flughafen Süd                        | nach Berlin-Schönefeld Flughafen Süd                        |
| Abzweig geradeaus und nach rechts · Strecke | 15,7 | nach Flughafen Berlin Brandenburg                           | nach Flughafen Berlin Brandenburg                           |
| Abzweig geradeaus und von rechts · Strecke | 17,2 | von Flughafen Berlin Brandenburg                            | von Flughafen Berlin Brandenburg                            |
| Grenze · Grenze | | Landesgrenze Berlin / Brandenburg                           | Landesgrenze Berlin / Brandenburg                           |
| ehemaliger Bahnhof · Strecke | 18,8 | Eichwalde-Schmöckwitz (bis 1898)                            | Eichwalde-Schmöckwitz (bis 1898)                            |
| ehemaliger Dienststation / Betriebs- oder Güterbahnhof · S-Bahn-Halt | 19,0 | Eichwalde                                                   | Eichwalde                                                   |
| ehemaliger Dienststation / Betriebs- oder Güterbahnhof · S-Bahnhof | 21,6 | Zeuthen                                                     | Zeuthen                                                     |
| ehemaliger Bahnhof · Strecke | 21,8 | Hankels Ablage (bis 1897)                                   | Hankels Ablage (bis 1897)                                   |
| ehemaliger Dienststation / Betriebs- oder Güterbahnhof · S-Bahnhof | 25,1 | Wildau                                                      | Wildau                                                      |
| Strecke mit Straßenbrücke · Strecke mit Straßenbrücke | | Bundesautobahn 10                                           | Bundesautobahn 10                                           |
| Brücke über Wasserlauf · Brücke über Wasserlauf | | Notte                                                       | Notte                                                       |
| Verschwenkung nach links · Verschwenkung nach rechts | |                                                             |                                                             |
| Abzweig geradeaus und von links | | vom Hafen, von Beeskow                                      | vom Hafen, von Beeskow                                      |
| Bahnhof mit S-Bahn-Halt | 27,669 | Königs Wusterhausen                                         | Königs Wusterhausen                                         |
| Abzweig geradeaus und nach rechts | | nach Mittenwalde                                            | nach Mittenwalde                                            |
| Haltepunkt / Haltestelle | 31,237 | Zeesen                                                      | Zeesen                                                      |
| Bahnübergang | | Bundesstraße 179                                            | Bundesstraße 179                                            |
| Bahnübergang | | Bundesstraße 246                                            | Bundesstraße 246                                            |
| Bahnhof | 33,837 | Bestensee                                                   | Bestensee                                                   |
| Haltepunkt / Haltestelle | 43,735 | Groß Köris                                                  | Groß Köris                                                  |
| Bahnhof | 50,480 | Halbe                                                       | Halbe                                                       |
| Brücke über Wasserlauf | | Dahme                                                       | Dahme                                                       |
| Haltepunkt / Haltestelle | 54,651 | Oderin                                                      | Oderin                                                      |
| | |                                                             |                                                             |
| Bahnhof | 59,756 | Brand Tropical Islands (bis 2015: Brand (Niederl))          | Brand Tropical Islands (bis 2015: Brand (Niederl))          |
| | |                                                             |                                                             |
| Haltepunkt / Haltestelle | 65,500 | Schönwalde (Spreewald)                                      | Schönwalde (Spreewald)                                      |
| Haltepunkt / Haltestelle | 69,937 | Lubolz                                                      | Lubolz                                                      |
| Kreuzung geradeaus unten | | Niederlausitzer Eisenbahn                                   | Niederlausitzer Eisenbahn                                   |
| Bahnhof | 74,630 | Lübben (Spreewald)                                          | Lübben (Spreewald)                                          |
| Abzweig geradeaus und von rechts | | von Beeskow                                                 | von Beeskow                                                 |
| Abzweig geradeaus und nach rechts | | nach Falkenberg (Elster)                                    | nach Falkenberg (Elster)                                    |
| ehemaliger Bahnhof | 80,600 | Ragow (bis 1994)                                            | Ragow (bis 1994)                                            |
| Bahnhof | 85,605 | Lübbenau (Spreewald)                                        | Lübbenau (Spreewald)                                        |
| Abzweig geradeaus und nach rechts | | nach Kamenz                                                 | nach Kamenz                                                 |
| Haltepunkt / Haltestelle | 92,763 | Raddusch                                                    | Raddusch                                                    |
| Bahnhof | 97,454 | Vetschau                                                    | Vetschau                                                    |
| ehemaliger Haltepunkt / Haltestelle | 98,600 | Vetschau Kraftwerk (bis 1993)                               | Vetschau Kraftwerk (bis 1993)                               |
| Haltepunkt / Haltestelle | 105,120 | Kunersdorf (bis 2003 Papitz, ehem. Bf)                      | Kunersdorf (bis 2003 Papitz, ehem. Bf)                      |
| Haltepunkt / Haltestelle | 109,530 | Kolkwitz                                                    | Kolkwitz                                                    |
| Blockstelle | 111,828 | Cottbus Cbn                                                 | Cottbus Cbn                                                 |
| Abzweig geradeaus und von rechts | | von Halle (Saale) Hbf                                       | von Halle (Saale) Hbf                                       |
| Abzweig geradeaus und von rechts | | von Großenhain Cottb Bf                                     | von Großenhain Cottb Bf                                     |
| Bahnhof | 114,767 | Cottbus Hbf                                                 | Cottbus Hbf                                                 |
| Abzweig geradeaus und ehemals nach links | | nach Frankfurt (Oder) Pbf                                   | nach Frankfurt (Oder) Pbf                                   |
| Abzweig geradeaus und nach links | | nach Guben                                                  | nach Guben                                                  |
| Abzweig geradeaus und nach links | | nach Forst (Lausitz)                                        | nach Forst (Lausitz)                                        |
| Strecke mit Straßenbrücke | | Bundesstraße 168                                            | Bundesstraße 168                                            |
| Brücke über Wasserlauf | | Spree                                                       | Spree                                                       |
| ehemaliger Haltepunkt / Haltestelle | 119,900 | Kiekebusch (b Cottbus)                                      | Kiekebusch (b Cottbus)                                      |
| Brücke | | Bundesautobahn 15                                           | Bundesautobahn 15                                           |
| Kreuzung geradeaus unten | | Werkbahn                                                    | Werkbahn                                                    |
| Bahnhof | 124,638 | Neuhausen (b Cottbus)                                       | Neuhausen (b Cottbus)                                       |
| Bahnhof | 128,354 | Bagenz                                                      | Bagenz                                                      |
| Bahnhof | 138,420 | Spremberg                                                   | 125 m                                                       |
| Dienststation / Betriebs- oder Güterbahnhof | 142,282 | Graustein                                                   | 133 m                                                       |
| Grenze | | Landesgrenze Brandenburg / Sachsen                          | Landesgrenze Brandenburg / Sachsen                          |
| Abzweig geradeaus, nach rechts und ehemals von rechts | | nach Knappenrode                                            | nach Knappenrode                                            |
| ehemalige Blockstelle | 145,370 | Abzw Graustein Ost                                          | Abzw Graustein Ost                                          |
| Bahnhof | 148,890 | Schleife                                                    | 128 m                                                       |
| Abzweig geradeaus und ehemals von links | | von Forst (Lausitz)                                         | von Forst (Lausitz)                                         |
| Bahnhof | 157,136 | Weißwasser (Oberlausitz)                                    | 145 m                                                       |
| Strecke mit Straßenbrücke | | Bundesstraße 156                                            | Bundesstraße 156                                            |
| Abzweig geradeaus und ehemals nach links | | nach Bad Muskau                                             | nach Bad Muskau                                             |
| Abzweig geradeaus und von links | | Anst Truppenübungsplatz Oberlausitz                         | Anst Truppenübungsplatz Oberlausitz                         |
| Dienststation / Betriebs- oder Güterbahnhof | 165,727 | Weißkeißel                                                  | Weißkeißel                                                  |
| Haltepunkt / Haltestelle | 173,056 | Rietschen (ehem. Bf)                                        | 145 m                                                       |
| Bahnhof | 179,460 | Hähnichen                                                   | 153 m                                                       |
| Haltepunkt / Haltestelle | 184,287 | Uhsmannsdorf (ehem. Bf)                                     | 162 m                                                       |
| Abzweig geradeaus und nach links | | Verbindungsbahn nach Horka Gbf                              | Verbindungsbahn nach Horka Gbf                              |
| Turmbahnhof geradeaus unten | 187,042 | Horka (Węgliniec–Falkenberg/Elster)                         | 164 m                                                       |
| Abzweig geradeaus und von rechts | | von Niesky                                                  | von Niesky                                                  |
| Blockstelle | 188,410 | Abzw Mückenhain                                             | Abzw Mückenhain                                             |
| Haltepunkt / Haltestelle | 192,242 | Kodersdorf (ehem. Bf)                                       | 182 m                                                       |
| Dienststation / Betriebs- oder Güterbahnhof | 193,915 | Kodersdorf Sandberg                                         | Kodersdorf Sandberg                                         |
| Abzweig geradeaus und nach rechts | | Anst Industriegebiet Sandberg                               | Anst Industriegebiet Sandberg                               |
| Dienststation / Betriebs- oder Güterbahnhof | 198,473 | Charlottenhof (Oberlausitz)                                 | 210 m                                                       |
| Abzweig geradeaus und ehemals nach links | | nach Ober-Neundorf (Strategische Bahn)                      | nach Ober-Neundorf (Strategische Bahn)                      |
| Strecke mit Straßenbrücke | | Bundesautobahn 4                                            | Bundesautobahn 4                                            |
| Brücke | | Bundesstraße 99                                             | Bundesstraße 99                                             |
| Abzweig geradeaus und ehemals von rechts | | von Weißenberg (Sachs) Süd                                  | von Weißenberg (Sachs) Süd                                  |
| Dienststation / Betriebs- oder Güterbahnhof | 205,882 | Görlitz Industriebahnhof früher Abzw Svt                    | Görlitz Industriebahnhof früher Abzw Svt                    |
| Abzweig geradeaus, ehemals nach links und von links | | nach Görlitz Industriebf                                    | nach Görlitz Industriebf                                    |
| Abzweig geradeaus und ehemals nach rechts | | Verbindungsbahn nach Schlauroth Gbf                         | Verbindungsbahn nach Schlauroth Gbf                         |
| Abzweig geradeaus und von rechts | | von Dresden-Neustadt                                        | von Dresden-Neustadt                                        |
| Brücke | | Bundesstraße 99                                             | Bundesstraße 99                                             |
| Bahnhof | 208,441 | Görlitz                                                     | 222 m                                                       |
| Abzweig geradeaus und nach rechts | | nach Węgliniec und nach Wałbrzych                           | nach Węgliniec und nach Wałbrzych                           |
| | | nach Hagenwerder (–Seidenberg)                              |                                                             |
| | |                                                             |                                                             |
| Quellen: | |                                                             |                                                             |

Die Bahnstrecke Berlin–Görlitz ist eine Hauptbahn in Berlin, Brandenburg und Sachsen, die ursprünglich durch die Berlin-Görlitzer Eisenbahn-Gesellschaft erbaut und betrieben wurde. Sie führt von Berlin über Cottbus nach Görlitz. Der Abschnitt von Berlin bis Cottbus ist elektrifiziert.

## Verlauf
Die Strecke verläuft von Berlin, über Königs Wusterhausen, Lübben, Lübbenau/Spreewald, Cottbus, Spremberg, Weißwasser und Horka nach Görlitz. Sie begann ursprünglich am Görlitzer Bahnhof in Berlin, einem 1962 abgerissenen Kopfbahnhof. Heute kommen die Züge von der Berliner Stadt- und Ringbahn. Die Strecke verläuft weiter durch die südöstlich von Berlin gelegenen Landschaften Spreewald, Muskauer Faltenbogen und Oberlausitzer Heide- und Teichgebiet durch die Nieder- und Oberlausitz zum Eisenbahnknoten in Görlitz.
Nur von Berlin bis Lübbenau ist die Strecke zweigleisig, sie ist auf diesem Abschnitt und darüber hinaus bis nach Cottbus elektrifiziert. Lediglich im Bereich des Bahnhofs Königs Wusterhausen steht für beide Richtungen nur ein durchgehendes Streckengleis zur Verfügung.
Die Fortsetzung der Linie in Görlitz ist die Neißetalbahn in Richtung Zittau. Die ursprüngliche Fortsetzung verlief bis 1945 entlang der Bahnstrecke Görlitz–Seidenberg zur ehemaligen preußisch-österreichischen Grenze.
Die Streckennummer 6007 der S-Bahn auf der Görlitzer Bahn zählt heute ab Ostkreuz. Dies beinhaltet die dortige Südringkurve zur Warschauer Straße, die ausschließlich von Zügen von/zur Görlitzer Bahn genutzt wird.

## Geschichte

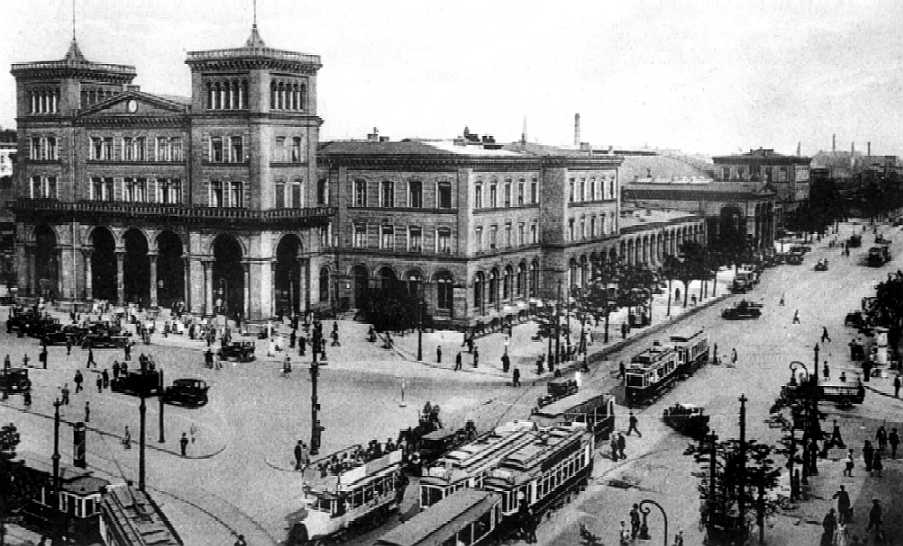
Berlin Görlitzer Bahnhof im Jahr 1928

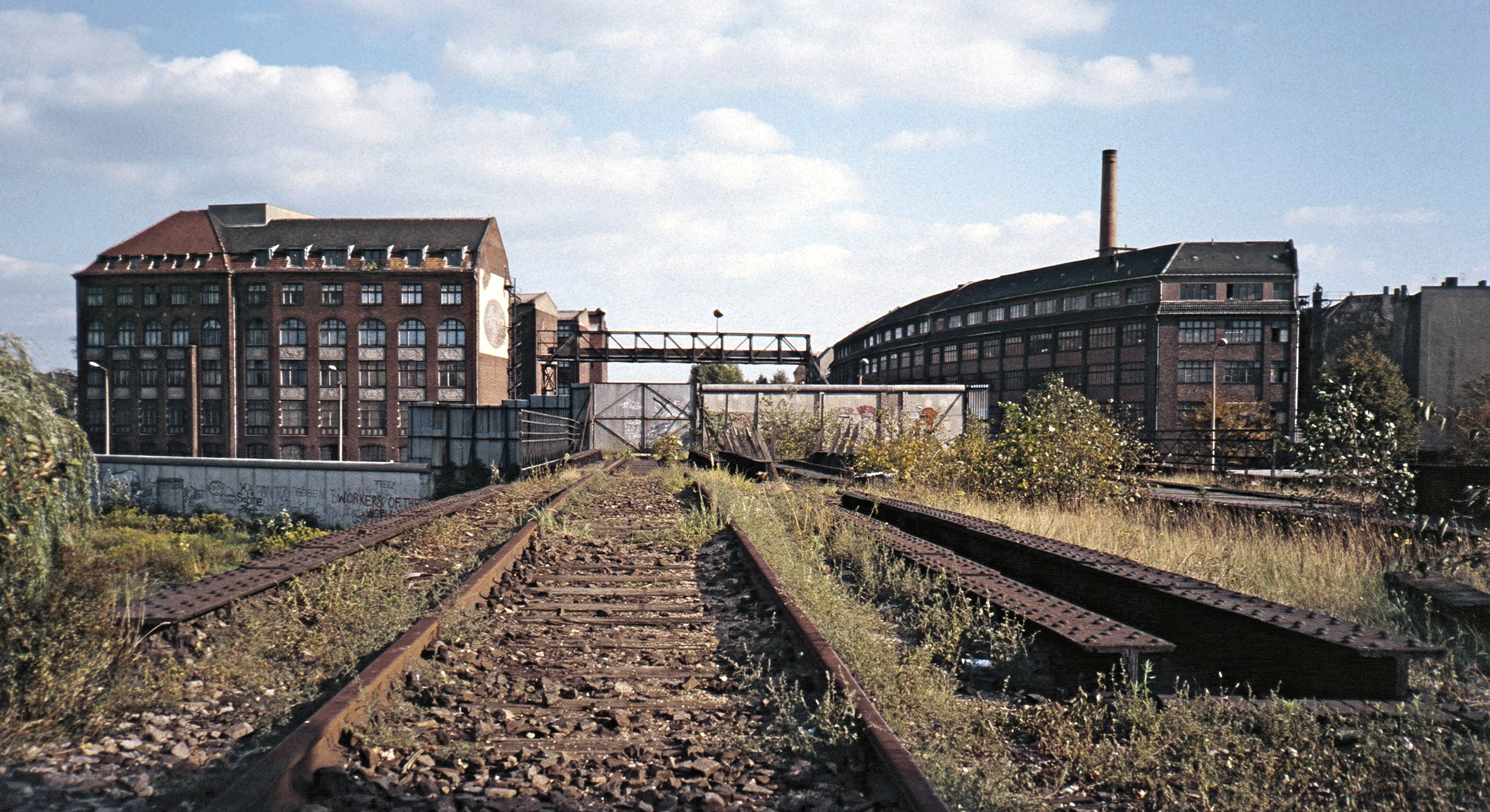
Berlin Görlitzer Bahnhof: Tor für die Güterzüge und Beschaubrücke der DDR-Grenzsoldaten, 1986

Plan des Bahnhofs Ausstellung in Treptow

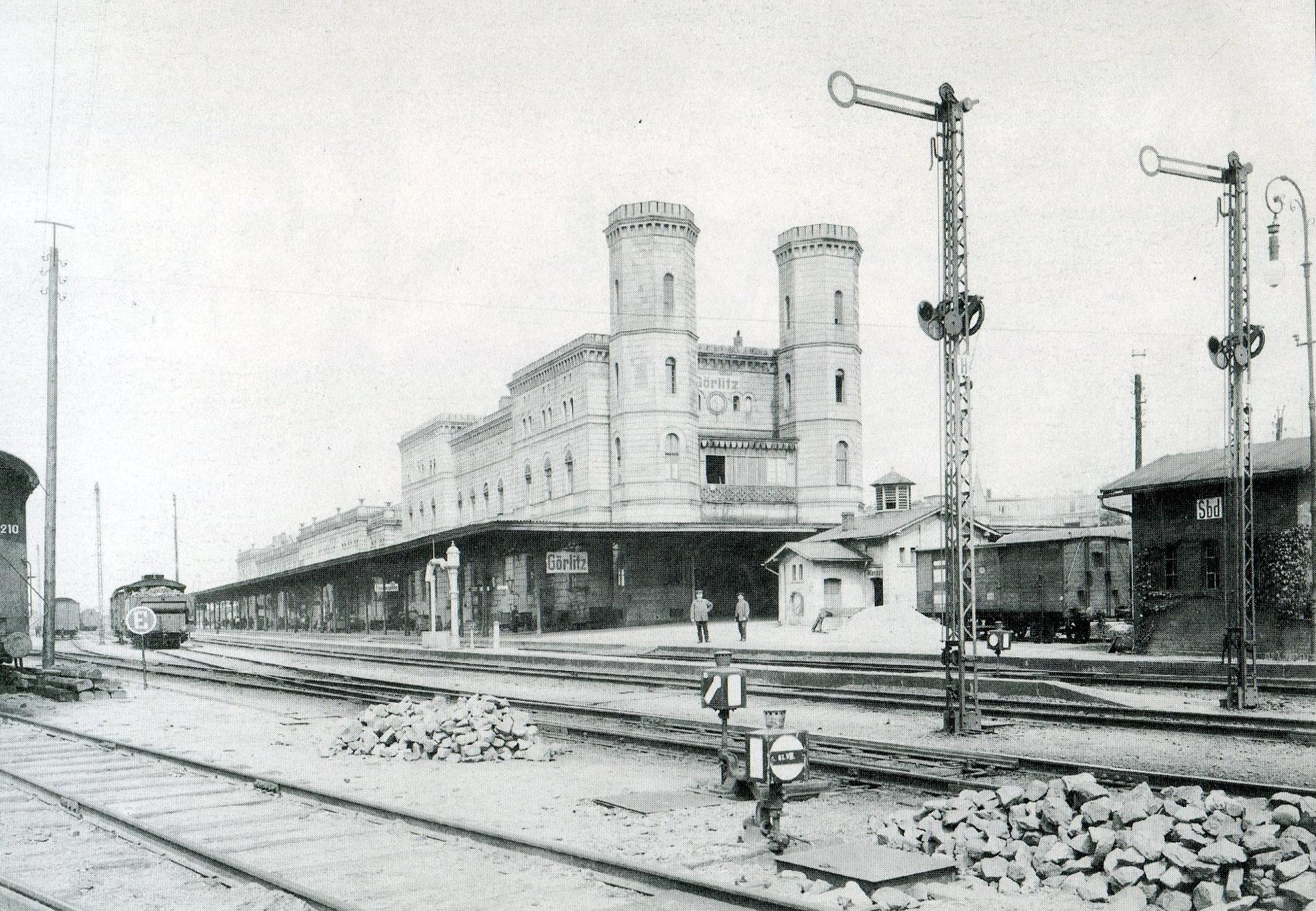
Das alte Bahnhofsgebäude in Görlitz

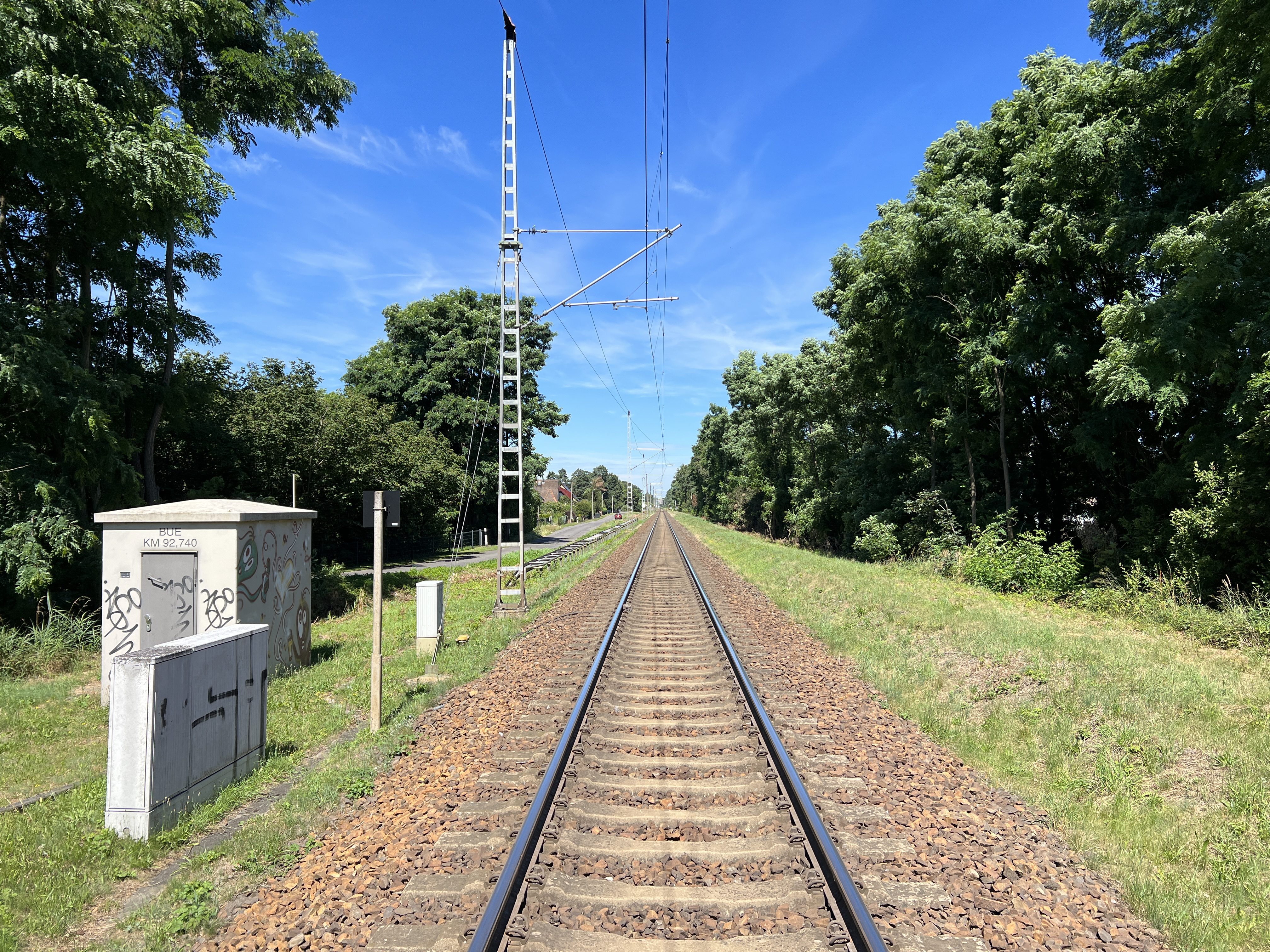
Eingleisiger Abschnitt zwischen Lübbenau und Cottbus in Raddusch

Planungen für eine Eisenbahnstrecke von Berlin nach Görlitz bestanden seit 1852. Ihr Bau wurde vom „Eisenbahnkönig“ Bethel Henry Strousberg als Generalunternehmer umgesetzt. Strousberg deckte seine Kosten nur zu einem geringen Teil mit Bargeld, die ausführenden Bauunternehmen erhielten überwiegend als Gegenleistung Aktien, deren Wert sich mit dem Baufortschritt änderte. Der erste Spatenstich fand am 13. April 1865 bei Treptow statt. Durch den Preußisch-Österreichischen Krieg erfuhr das Vorhaben eine wesentliche Beschleunigung. Ab dem 13. Juni 1866 fuhren die ersten Militärzüge zwischen Berlin und Kottbus, am 13. September 1866 nahm die Berlin-Görlitzer Eisenbahn-Gesellschaft einen beschränkten Reise- und Güterverkehr auf demselben Abschnitt auf. Die Gesamtstrecke ging am 31. Dezember 1867 in Betrieb. Die Baukosten beliefen sich auf 36 Millionen Taler, umgerechnet 10 Millionen Mark.
Am 1. Juni 1874 ging zwischen der 1871 eröffneten Ringbahn, die die Görlitzer Bahn bei Treptow kreuzte, und Grünau das zweite Streckengleis in Betrieb. Zwischen Berlin Görlitzer Bahnhof und Grünau fuhren zusätzliche Omnibuszüge mit Kastenlokomotive und Doppelstockwagen. 1882 ging die Gesellschaft in das Eigentum des Staates Preußen über und wurde damit Teil der Preußischen Staatseisenbahnen. Am 17. September 1890 ging das zweite Gleis zwischen Grünau und Königs Wusterhausen in Betrieb. 1893 folgte der Abschnitt von Königs Wusterhausen bis Kottbus, 1894 das kurze Stück vom Görlitzer Bahnhof in Berlin bis zur Ringbahn.
Im Jahr 1896 existierte bei Kilometer 2,7 der Bahnhof Ausstellung mit sieben Gleisen, darunter fünf Stumpfgleise an vier Bahnsteigen. Er wurde eigens für den Publikumsverkehr der Berliner Gewerbeausstellung von 1896 errichtet und nach deren Ende wieder geschlossen. Der Bahnhof war über ein separates Gleispaar an die Ringbahn angeschlossen.
Am 7. August 1905 kam es zwischen Spremberg und Schleife nach einem Fahrdienstfehler zu einem Frontalzusammenstoß zweier Züge, durch den 19 Menschen starben und 40 weitere schwer verletzt wurden.
Um 1906 wurde die gesamte Bahntrasse der Görlitzer Bahn im Berliner Raum hochgelegt, um höhengleiche Kreuzungen mit dem Straßenverkehr zu vermeiden. In diesem Zuge wurden für den starken Berliner Vorortverkehr zusätzliche Gleise zwischen Berlin (Stadt- und Ringbahn) und Grünau verlegt. Die Bahnhöfe erhielten zusätzliche Bahnsteige an diesen Vorortgleisen. Diese erhielten bis 1929 Stromschienen und gehören seitdem zum Berliner S-Bahn-Netz. 1951 wurden die S-Bahn-Gleise bis Königs Wusterhausen verlängert.
Als Reparationsleistung wurde nach 1945 eines der beiden Streckengleise abgebaut. 1951 wurde der Görlitzer Bahnhof in Berlin für den Personenverkehr geschlossen, bis 1985 bestand noch Güterverkehr.
Ab 1970 begann schrittweise der Wiedereinbau des zweiten Gleises, trotzdem ist der überwiegende Teil der Strecke auf einer Länge von 112,9 km zwischen Lübbenau und Görlitz noch immer eingleisig.
Das überregionale Personenverkehrsangebot auf der Strecke in den 1970er und 1980er Jahren bestand aus drei Eilzugpaaren am Tag zwischen Berlin und Görlitz sowie weiter bis Zittau, einem Schnellzugpaar Berlin – Görlitz (in den 1970er Jahren weiter in Richtung Polen verkehrend) sowie dem Interzonenzugpaar Köln–Görlitz. Hinzu kamen auf Teilstrecken einige weitere Eilzüge und zwei Schnellzugpaare am Tag zwischen Berlin und Bautzen, die bis Lübbenau die Strecke nutzten.
1988 wurde der Abschnitt Berlin Grünauer Kreuz – Lübbenau und 1989 Lübbenau – Cottbus mit Oberleitung elektrifiziert.
Im Februar 2010 wurde die zweigleisige, elektrifizierte Ostanbindung des neuen Flughafens Berlin Brandenburg (BER) planfestgestellt und bereits ein Jahr später fertiggestellt. Sie mündet mit einer jeweils eingleisigen nördlichen und südlichen Verbindungskurve niveaugleich in die Görlitzer Bahn zwischen Eichwalde und Grünau ein. Die alte Güterstrecke zum Tanklager Berlin-Schönefeld Flughafen Süd („Kerosinbahn“), die am Bahnhof Grünau begann, wurde Ende März 2011 stillgelegt und anschließend abgebaut. Die Bedienung des Tanklagers und des BER-Betonwerkes erfolgt seitdem auf den neuen Gleisen der Ostanbindung, wobei das Anschlussgleis westlich der BAB 113 abzweigt und bis zum Übergabebahnhof elektrifiziert ist.
Mit Bescheid vom 23. Juli 2012 stellte das Eisenbahn-Bundesamt eine 4,5 ha große, im Bezirk Treptow-Köpenick liegende Fläche zwischen den Streckenkilometern 0,9 und 2,2 vom Bahnbetrieb frei. Hierbei handelt es sich um den Streckenteil zwischen Landwehrkanal und Höhe Ringbahn inklusive der ehemaligen Südkurve.

## Ausbau der Strecke
Die kürzeste Fahrzeit von Görlitz nach Berlin mit dem Schnellzug betrug im Jahr 1900 3 Stunden 19 Minuten, 1941 3 Stunden 8 Minuten, heute bis zum Hauptbahnhof mit Umstieg in Cottbus 2 Stunden 41 Minuten.

### ABS Berlin–Görlitz
Der Ausbau der Strecke war im Bundesverkehrswegeplan 2003 als vordringlicher Bedarf enthalten. Das Projekt ABS Berlin–Görlitz sah hierbei den zweigleisigen Ausbau zwischen Lübbenau und Cottbus, die Anhebung der Streckengeschwindigkeit auf 160 km/h sowie die Elektrifizierung des Streckenabschnitts Cottbus–Görlitz vor bei einem geplanten Investitionsvolumen von 237,9 Mio. Euro.
2008 wurde der Teilabschnitt Lübbenau–Cottbus saniert und für eine Geschwindigkeit von 160 km/h vorbereitet. In Vetschau wurde ein elektronisches Stellwerk (ESTW-A) errichtet, welches an die ESTW-Z Lübbenau angeschlossen ist. Ende November 2010 folgte ein weiteres elektronisches Stellwerk in Cottbus, dessen Kosten beliefen sich auf rund 50 Mio. Euro. Es ersetzte 13 alte Stellwerke und wird von der Betriebszentrale in Berlin-Pankow aus fernbedient.

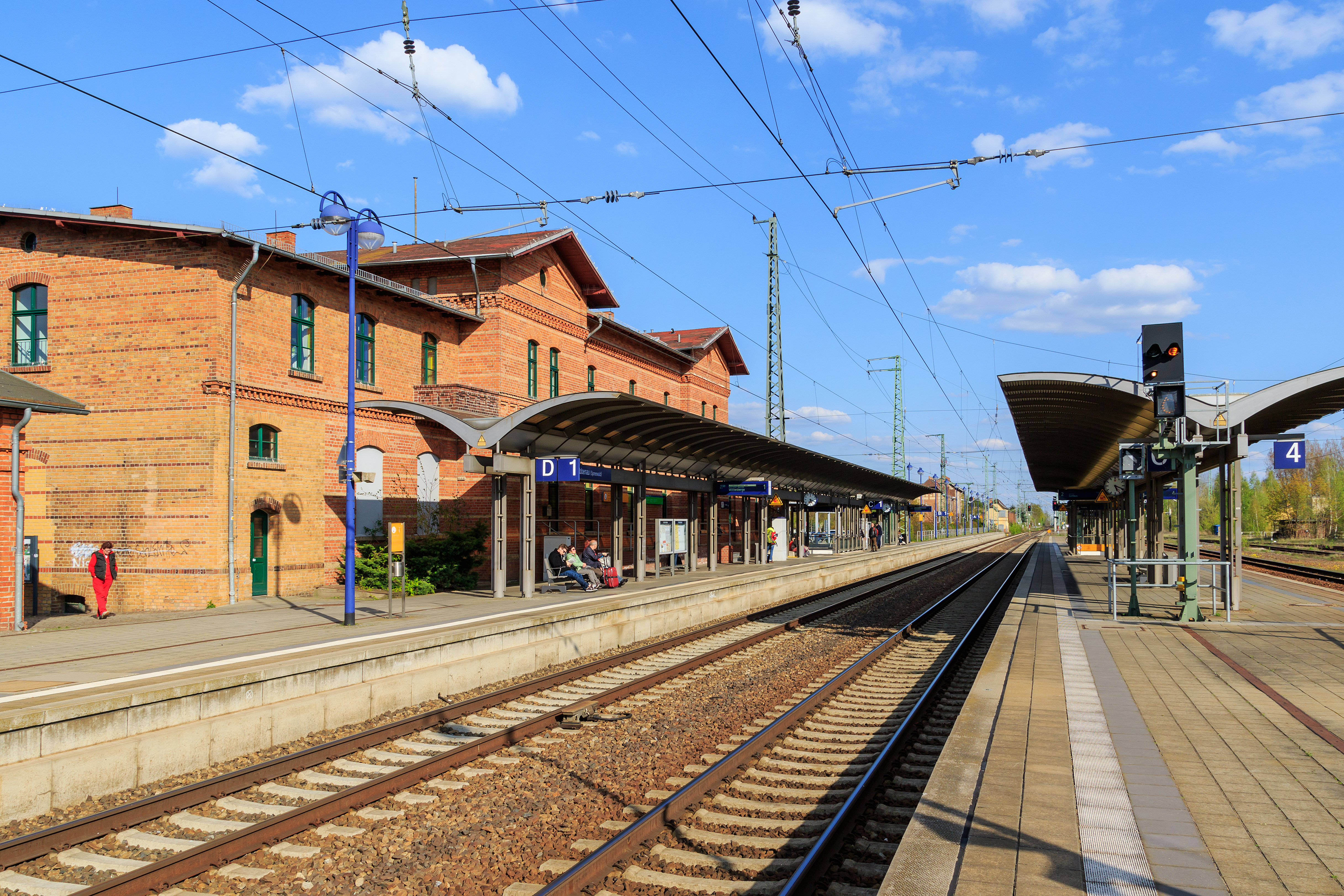
Bahnhof Lübbenau (Spreew)

Zwischen Mai 2010 und (nach ursprünglicher Planung) Ende April 2011 folgte der 60 km lange Abschnitt Königs Wusterhausen–Lübbenau. Die Gleis- und Oberleitungsanlagen wurden im Rahmen einer Vollsperrung vollständig erneuert. Neue elektronische Stellwerke wurden in Königs Wusterhausen und Lübbenau errichtet. Mehrere Moorstellen erschwerten die Arbeiten. Die Wiederinbetriebnahme der Strecke verzögerte sich dann u. a. durch wiederholten Kabeldiebstahl bis September 2011. Zum Fahrplanwechsel am 11. Dezember 2011 konnte die Streckengeschwindigkeit zwischen Königs Wusterhausen und Cottbus auf 160 km/h angehoben werden. Der Ausbau konnte durch den Einsatz von Mitteln aus den Konjunkturprogrammen des Bundes vorgezogen werden. Insgesamt wurden für diese Maßnahmen 130 Mio. Euro investiert.
Im März 2016 vereinbarten das Land Brandenburg und die Deutsche Bahn den zweigleisigen Ausbau der Strecke Lübbenau–Cottbus. Das Land übernahm Planungskosten in Höhe von 2,4 Millionen Euro. Im Februar 2025 lagen die Planfeststellungsbeschlüsse vor. Die Deutsche Bahn plante mit den Beginn von bauvorbereitenden Maßnahmen 2025 und einer Inbetriebnahme im Dezember 2027. Mit dem Ausbau sollen die Kapazitäten für den Regional- und Fernverkehr von Berlin nach Cottbus, Görlitz und Breslau erhöht werden. Damit soll ein Halbstundentakt zwischen Berlin und Cottbus eingerichtet werden. Das Investitionsvolumen beträgt 265 Millionen Euro.
In Horka wurde im Juni 2022 ein elektronisches Stellwerk in Betrieb genommen, welches auch die Betriebsstellen Mückenhain, Kodersdorf und Charlottenhof steuert.
Südlich von Weißwasser muss zudem die Strecke für den Tagebau Reichwalde nach Osten an die B 115 verlegt werden. Die Planungen dafür laufen bereits. Die Bauarbeiten sollen 2025 beginnen und Ende 2026 abgeschlossen sein.
Im Juli 2024 wurde eine Finanzierungsvereinbarung zwischen dem Bund und der Deutschen Bahn für den zweigleisigen Ausbau und die Elektrifizierung des Abschnitts zwischen Cottbus und Görlitz unterzeichnet. Dadurch wird auch die Höchstgeschwindigkeit auf 160 km/h angehoben, wodurch sich die Fahrtzeit zwischen Berlin und Görlitz von aktuell 3 Stunden auf zukünftig etwas über anderthalb Stunden deutlich verringern soll. Die Finanzierung der bis zu 100 Millionen Euro prognostizierten Kosten erfolgt auch aus Strukturhilfemitteln aufgrund des Kohleausstiegs.

### Grunderneuerung im Raum Berlin
Am 12. Juli 2006 erfolgte der erste Spatenstich zur grundhaften Erneuerung der Strecke zwischen der Berliner Ringbahn und Königs Wusterhausen einschließlich des Abzweigs zum Bahnhof Schönefeld (bei Berlin) im Zuge des Projekts Grunderneuerung S-Bahn Berlin, S9 Süd. Dies betrifft neben den Anlagen der S-Bahn auch die parallel verlaufenden Fernbahngleise in diesem Abschnitt. Darin eingeschlossen sind die Erneuerung des Bahnhofs Schöneweide sowie die Erneuerung von sieben Eisenbahnüberführungen, darunter die Errichtung neuer Stabbogenbrücken über den Britzer Verbindungskanal und den Teltowkanal zur Verbreiterung der Wasserwege. Weiterhin ist die Erneuerung der Gleise, die Errichtung von elektronischen Stellwerken und die Grunderneuerung der Bahnstromversorgung inkl. Unterwerken und Oberleitungsanlagen vorgesehen. Die geplanten Kosten liegen bei 350 Mio. Euro.
Im Bahnhof Königs Wusterhausen soll der eingleisige Engpass der Fernbahn beseitigt werden. Zudem wurde im März 2023 ein neues Kehrgleis für die Linie RB 22 in Betrieb genommen.
Abgeschlossen sind die Arbeiten an den Bahnhöfen Baumschulenweg und Adlershof sowie die Erneuerung der Brücken über den Britzer Verbindungskanal und den Teltowkanal. Am Bahnhof Wildau konnte das zweite Gleis am 30. September 2013 in Betrieb genommen werden, hierfür und für den barrierefreien Ausbau wurden 10,55 Millionen Euro investiert.
Als letztes großes Teilprojekt im Rahmen der Grunderneuerung der Görlitzer Bahn in Berlin begannen im März 2013 die Arbeiten zur Modernisierung des Bahnhofs Berlin-Schöneweide. Die Brücken über den Sterndamm sowie die Bahnsteige wurden erneuert, das Empfangsgebäude modernisiert und der nördliche Vorplatz durch die BVG neu gestaltet. Insgesamt wurden 45 Millionen Euro in diesen Umbau investiert. Die seit 2018 andauernden Hauptarbeiten am Bahnhof wurden im ersten Halbjahr 2024 beendet, im Herbst sollen dann auch die Restarbeiten abgeschlossen sein.[veraltet]
Die Wiederinbetriebnahme der baubedingt unterbrochenen Fernbahngleise zwischen Ostkreuz und Schöneweide war ursprünglich zum Fahrplanwechsel im Dezember 2014 geplant. Im Oktober 2012 schrieb die Deutsche Bahn hierfür Bauleistungen zur Erneuerung der Gleis- und Oberleitungsanlagen zwischen Ostkreuz und Grünauer Kreuz aus. Die Wiederinbetriebnahme erfolgte schlussendlich im Dezember 2015.
Die 48 Hektar großen Flächen des ehemaligen Rangierbahnhofs und Bahnbetriebswerks Schöneweide sollen einer neuen Nutzung in Form eines Gewerbegebiets zugeführt werden. Hierzu ist geplant, die Fläche zu beräumen und zu erschließen sowie drei Kilometer des stadtauswärts führenden Fernbahngleises zu verlegen und einige Gebäude abzubrechen. Eine neue Fuß- und Radwegbrücke soll den Landschaftspark Johannisthal mit der Köllnischen Heide über die Bahnstrecke und die Bundesstraße 96a verbinden. Der S-Bahnhof Johannisthal ist dann auch von der Johannisthaler Seite aus zu erreichen.

## Heutiger Zugbetrieb
Heute wird die Strecke vor allem für den Personennahverkehr genutzt. Parallel zu den Regionalzügen verkehrt die Berliner S-Bahn auf der Görlitzer Bahn.
Der Regionalverkehr wird durch die Regional-Express-Linien RE 7 (Dessau Hbf–Berliner Stadtbahn–Senftenberg) und RE 2 (Nauen–Berliner Stadtbahn–Cottbus Hbf) ausgeführt.
Die Linie RE 7 nutzt die Strecke von Grünauer Kreuz bis Lübbenau, die Züge halten an allen Unterwegsstationen südlich des Bahnhofs Königs Wusterhausen. In Lübbenau wechseln die Züge auf die Bahnstrecke Lübbenau–Kamenz in Richtung Senftenberg.
Die Linie RE 2 nutzt die Strecke ebenfalls ab Grünauer Kreuz in Berlin bis zur Endstation Cottbus Hbf. Die Züge bedienen die Stationen Brand Tropical Islands, Lübben (Spreewald) und Vetschau, nur einzelne Fahrten bedienen alle Stationen zwischen Lübbenau und Cottbus.
Auf dem Abschnitt Cottbus–Görlitz verkehrt die Regionalbahnlinie RB 65 (Cottbus–Zittau), die zum Fahrplanwechsel am 14. Dezember 2008 die Lausitzbahn ablöste.
Im Abschnitt Berlin-Schöneweide–Königs Wusterhausen (ab 2011 nur vom Grünauer Kreuz) nutzte bis zum Fahrplanwechsel im Dezember 2014 auch die Regionalbahnlinie RB 36 – damals OE 36 – (Berlin–Königs Wusterhausen–Beeskow–Frankfurt (Oder)) einen Teil der Strecke. Seitdem beginnt sie erst in Königs Wusterhausen.
Außerdem verkehrt ein Intercity-Zugpaar der Linie 56 (Norddeich Mole/Emden Außenhafen–Cottbus). Bis Dezember 2014 wurde das Eurocity-Zugpaar Wawel (Hamburg–Cottbus –Krakau) gefahren.
Im Rahmen des mit dem Kohleausstieg einhergehenden Strukturwandelprozesses soll die Strecke zukünftig für den Fernverkehr ertüchtigt und eine ICE-Verbindung von Berlin über Cottbus nach Görlitz eingerichtet werden. Zurzeit wird ein Instandhaltungswerk für ICEs in Cottbus errichtet. Eine erste Werkshalle dessen konnte im Januar 2024 in Betrieb genommen werden.

## Raum Berlin

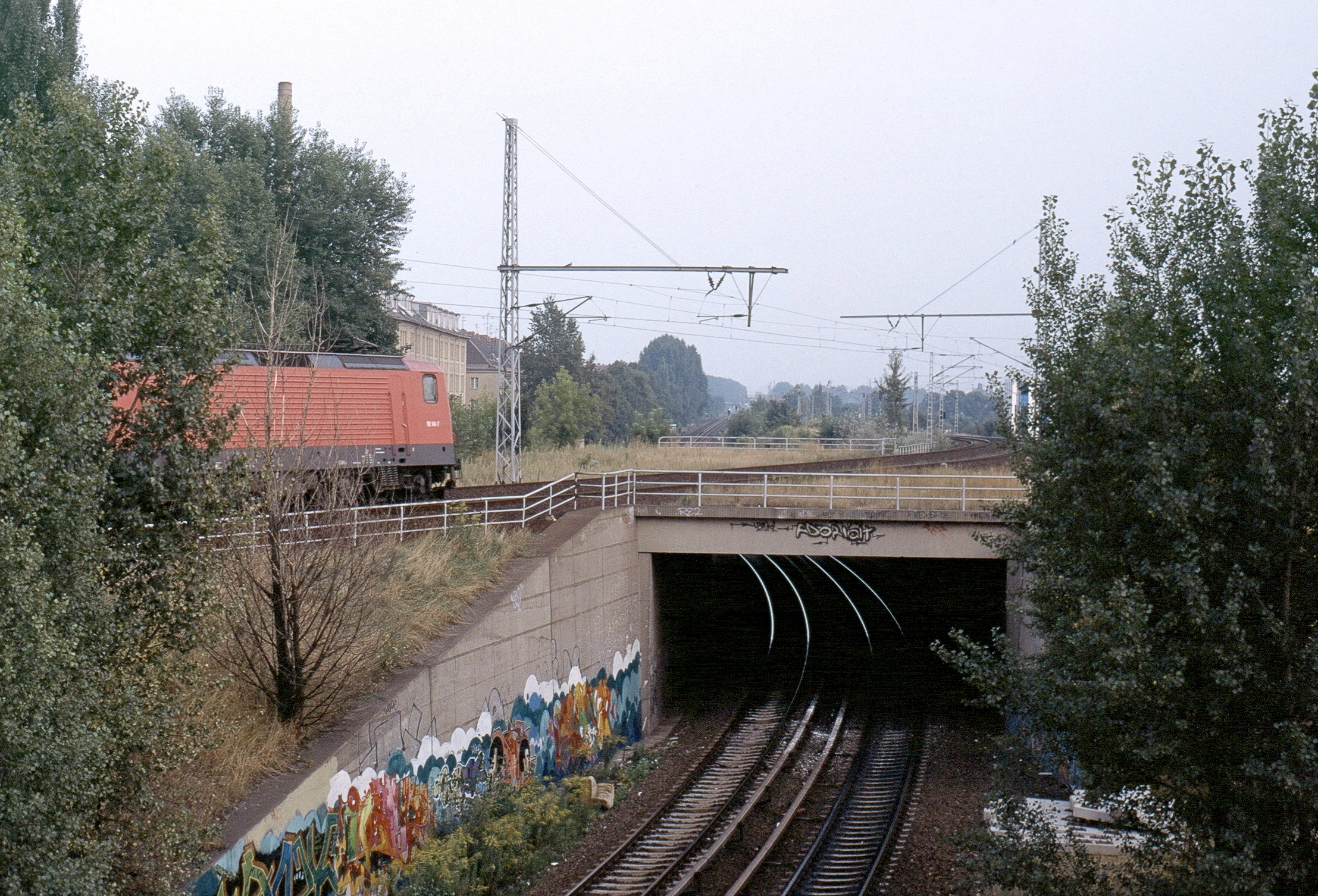
Überwerfungsbauwerk am heutigen Beginn der Bahnstrecke in Berlin-Treptow

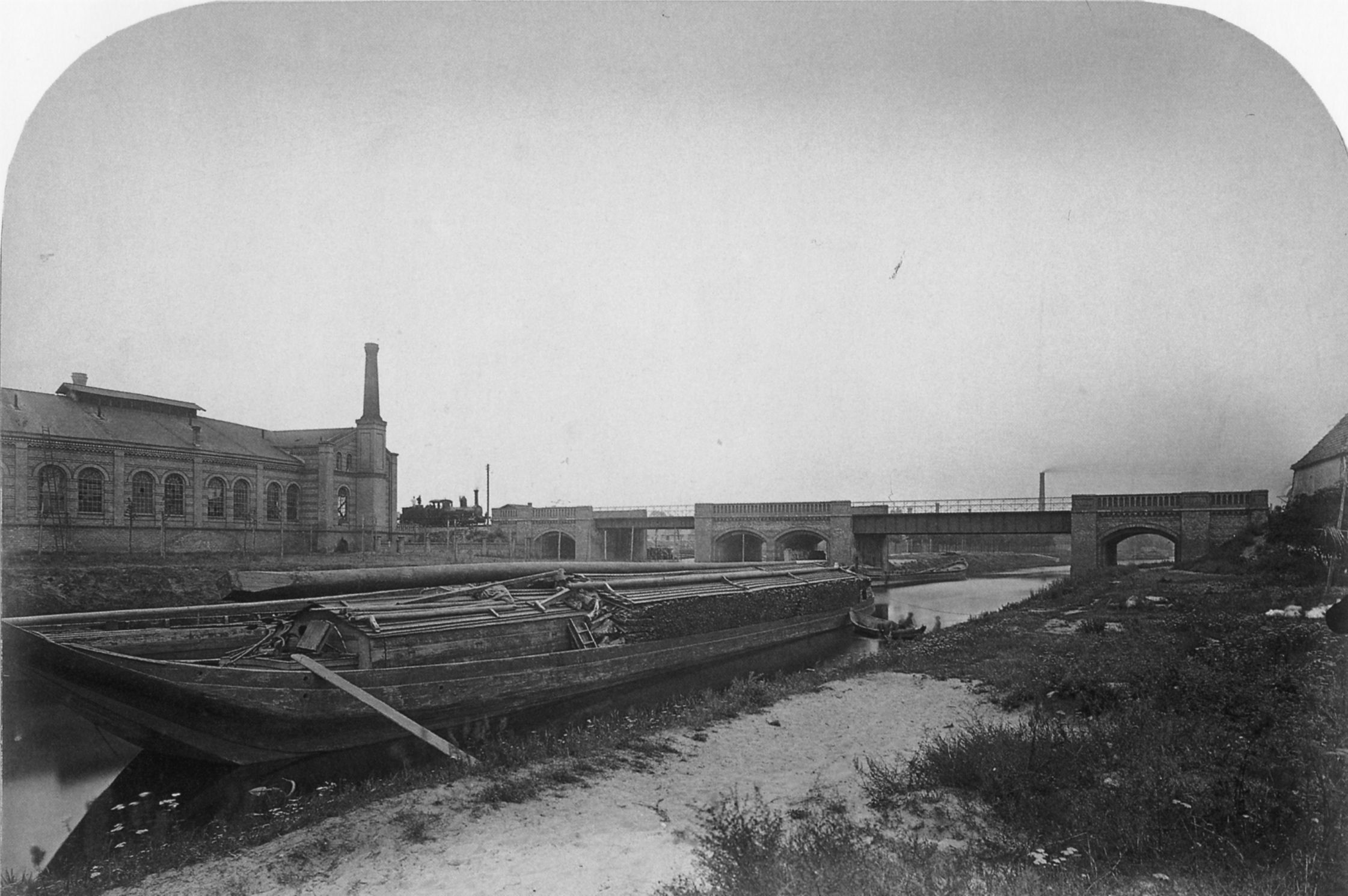
Bahnbrücke der Görlitzer Bahn über Landwehrkanal, links der Ringlokschuppen des Görlitzer Bahnhofs, 1869

Im Berliner Stadtgebiet ist die Görlitzer Bahn zum großen Teil auch heute noch in Betrieb. Nur der kurze Abschnitt zwischen der Berliner Ringbahn und dem ehemaligen Görlitzer Bahnhof ist seit 1952 für den Personenverkehr stillgelegt und wurde nach Einstellung auch des Güterverkehrs nach 1985 der Natur überlassen. Nach 1994 wurde auf dem Bahndamm ein Verbindungsweg zwischen dem Görlitzer Park und Alt-Treptow angelegt, der allerdings im Bereich der verlängerten A 100 und der Ringbahn unterbrochen ist. Die Strecke südlich der Ringbahn wird sowohl vom Fern- und Regionalverkehr als auch von der Berliner S-Bahn bis Königs Wusterhausen bedient.
Die Ferngleise führen heute bis zur Schnittstelle mit der Ringbahn am Treptower Park, schwenken dann auf die östliche Ringbahn über Ostkreuz und verlaufen weiter nach Gesundbrunnen beziehungsweise verlassen die Ringbahn über einen Abzweig nördlich des Bahnhofs Ostkreuz zum Bahnhof Lichtenberg. Züge, die von und zum neuen Hauptbahnhof verkehren, werden bereits im Südosten Berlins, am Grünauer Kreuz auf den Außenring geleitet und anschließend über die Schlesische Bahn auf die Stadtbahn geführt. Auf der Stadtbahn liegen auch der Ost- und der Hauptbahnhof.
Obwohl die Görlitzer Bahn eigene Vorortgleise besaß, führten diese nie bis in den Kopfbahnhof der Strecke, sondern wurden von Beginn an auf die Ring- beziehungsweise Stadtbahn geleitet. Dieser Zustand ist heute noch so. Neben dem Ringanschluss zur Berliner Ringbahn am Treptower Park besteht ebenfalls eine Verbindung zum Südring, der in Baumschulenweg die Hauptstrecke verlässt und über Köllnische Heide zum Südring verläuft. Beide Strecken – die Vorortbahn als auch die Bahnstrecke Berlin-Neukölln–Berlin-Baumschulenweg – wurden 1929 auf den elektrischen Betrieb (750 V DC Stromschiene) umgestellt und seitdem von der S-Bahn Berlin befahren.
Mit Bescheid vom 23. Juli 2012 stellte das Eisenbahn-Bundesamt die nicht mehr genutzten Bahnflächen der Görlitzer Bahn zwischen Landwehrkanal und Ringbahn (km 0,9–2,2) vom Eisenbahnbetrieb frei. Es handelt sich um etwa 45 000 m² im Bezirk Treptow-Köpenick.